# شویچی یوشیدا
شویچی یوشیدا (انگلیسی: Shuichi Yoshida) کشتی‌گیر اهل ژاپن بود. وی در بازی‌های المپیک تابستانی ۱۹۳۲ شرکت کرده‌است.